# Сноубэйсин

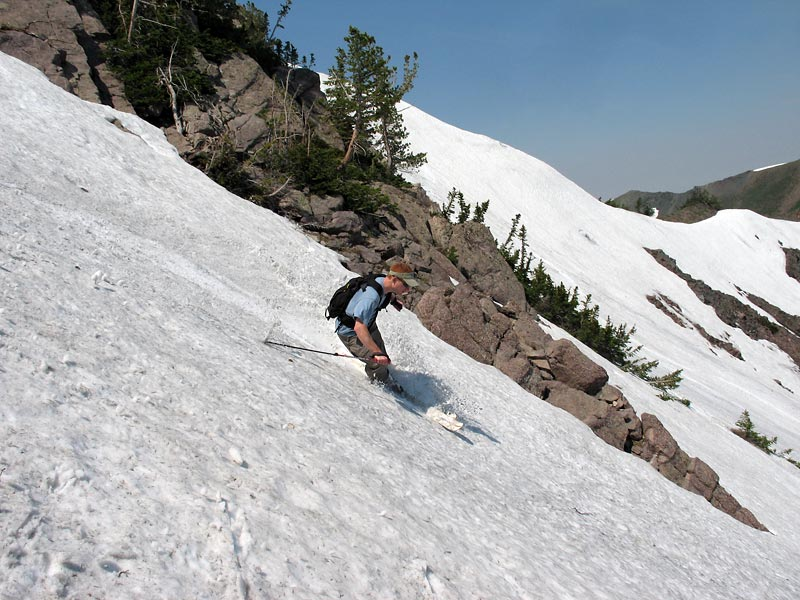
Горнолыжник на склоне Сноубэйсин

«Сноубэйсин» (англ. Snowbasin) — один из старейших горнолыжных курортов США, открытый в 1939 году в рамках программы по облагораживанию земель поблизости города Огден, пострадавших от чрезмерного выпаса скота. В течение пятидесяти лет после открытия Сноубэйсин развивался сравнительно медленно, пока его текущий владелец Роберт Холдинг не проинвестировал устройство современных подъёмных механизмов и закупку машин для производства снега. В 2002 году курорт был задействован в горнолыжной программе зимних Олимпийских игр в Солт-Лейк-Сити, на его склонах проходили соревнования в скоростном спуске, супергиганте и комбинации.
Сноубэйсин расположен на горе Огден, с западной стороны от трассы 226, к которой, в свою очередь, примыкают I-84, SR-39 и SR-167. На территории курорта работают 12 подъёмников, обслуживая 104 горнолыжные трассы.